# Хорија (Арад)
Хорија (рум. Horia) насеље је у Румунији у округу Арад у општини Владимиреску. Oпштина се налази на надморској висини од 115 m.

## Историја
Место се први пут среће у документима још 1315. године. Средњовековно насеље "Панад" помиње се од 1333. године. Под Турцима је запустело. Пустара Панат је колонизована 1786-1787. године Немцима. У прво време немачки колонисти су око две године провели у околним местима, док нису завршене куће за њих на пустари.
До 1948. године носило је насеље назив "Панатул Ноу" (Нови Панад).

## Становништво
Према подацима из 2002. године у насељу је живело 2278 становника.

### Попис2002.
| Расподела становништва по националности 2002.‍ | Расподела становништва по националности 2002.‍ | Расподела становништва по националности 2002.‍ | Расподела становништва по националности 2002.‍ | Расподела становништва по националности 2002.‍ |
| --------------------------------------------- | --------------------------------------------- | --------------------------------------------- | --------------------------------------------- | --------------------------------------------- |
|                                               |                                               |                                               |                                               |                                               |
| Румуни                                        | Румуни                                        |                                               | 2.174                                         | 95,5%                                         |
| Мађари                                        | Мађари                                        |                                               | 33                                            | 1,4%                                          |
| Украјинци                                     | Украјинци                                     |                                               | 6                                             | 0,3%                                          |
| Немци                                         | Немци                                         |                                               | 44                                            | 1,9%                                          |
| Словаци                                       | Словаци                                       |                                               | 20                                            | 0,9%                                          |